# Льодова арена «Білий Барс»
Льодо́ва аре́на «Бі́лий Барс» — льодова арена у місті Біла Церква Київської області.
Домашня арена хокейного клубу «Білий Барс».

## Історія
Льодова арена «Білий Барс» у Білій Церкві була збудована у рамках Державної цільової соціальної програми «Хокей України», за сприяння Міністерства інфраструктури України. Вона аналогічна тим, що були відкриті за цією програмою у Києві («Льодова Арена»), Донецьку (ЛСК «Алмаз»), Дніпрі («Льодова арена») та Калуші («Нафтохімік-Арена»).
Офіційне відкриття арени відбулося 7 грудня 2012 року. Кошторис зведення об'єкту склав близько 30 млн грн. Розпорядженням Кабінету Міністрів України від 29 травня 2013 року його було передано у комунальну власність територіальної громади Білої Церкви.
Утримання арени здійснюється за рахунок коштів міського бюджету, а також Благодійного фонду Костянтина Єфименка. Зокрема, за рахунок фонду фінансується робота тренерів, безкоштовними є заняття, форма та спорядження для дітей із секцій фігурного катання та хокею ДЮСШ «Зміна».
Льодовий стадіон став домашньою ареною місцевого хокейного клубу «Білий Барс».

## Параметри та інфраструктура

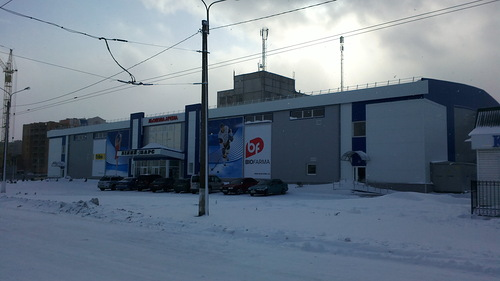
Фасад Льодової арени «Білий Барс»

Параметри льодової арени «Білий Барс»:
- місткість — 375 глядачів;
- загальна площа об'єкту — 3 340,34 м²;
- загальна площа льодового покриття — 1800 м² (30×60 м);
- система «відеогол».

Інфраструктура комплексу:
- арена зі штучним льодовим покриттям;
- глядацький зал;
- роздягальні для спортсменів та відвідувачів;
- приміщення для суддів та тренерів;
- ложа для представників ЗМІ;
- медичний кабінет;
- прокат ковзанів;
- буфет.

## Діяльність
На арені проходять тренування основного складу хокейного клубу «Білий Барс». Проводяться хокейні матчі різного рівня.
Також тут відбуваються заняття дитячих секцій фігурного катання та хокею Білоцерківської ДЮСШ «Зміна», в яких займаються близько 300 дітей.
У визначені години льодова арена відкрита для загального відвідування.